# Liste der Kulturdenkmale in Höhndorf
In der Liste der Kulturdenkmale in Höhndorf sind alle Kulturdenkmale der schleswig-holsteinischen Gemeinde Höhndorf (Kreis Plön) und ihrer Ortsteile aufgelistet (Stand: 10. März 2025).

## Legende
In den Spalten befinden sich folgende Informationen:
- Objekt-ID: die Nummer des Kulturdenkmales
- Lage: die Adresse des Kulturdenkmales und die geographischen Koordinaten. Kartenansicht, um Koordinaten zu setzen. In der Kartenansicht sind Kulturdenkmale ohne Koordinaten mit einem roten Marker dargestellt und können in der Karte gesetzt werden. Kulturdenkmale ohne Bild sind mit einem blauen Marker gekennzeichnet, Kulturdenkmale mit Bild mit einem grünen Marker.
- Offizielle Bezeichnung: Bezeichnung des Kulturdenkmales
- Beschreibung: die Beschreibung des Kulturdenkmales
- Bild: ein Bild des Kulturdenkmales

## Bauliche Anlagen
| Objekt-ID | Lage                                                | Offizielle Bezeichnung | Beschreibung | Bild            |
| --------- | --------------------------------------------------- | ---------------------- | --- | --------------- |
| 40517     | Dorfstraße 105 - 107 (54° 21′ 47″ N, 10° 22′ 15″ O) | Doppelkate             | Doppelkate; um 1800; eingeschossiges, traufständiges Fachwerkgebäude unter reetgedecktem Walmdach - Begründung: geschichtlich, Kulturlandschaft prägend - Schutzumfang: gesamtes Objekt - Denkmaltyp: Bauliche Anlage                                                                         | BW              |
| 4551      | Hörn 10 (54° 22′ 14″ N, 10° 22′ 12″ O)              | Querscheune            | Querscheune; Mitte 19. Jh.; eingeschossiger giebelständiger Fachwerkbau mit hartgedecktem Schopfwalmdach, auf der nördlichen Längsseite zwei Toreinfahrten - Begründung: geschichtlich, städtebaulich, Kulturlandschaft prägend - Schutzumfang: gesamtes Objekt - Denkmaltyp: Bauliche Anlage | Fotos hochladen |

## Quelle
- Liste der Kulturdenkmale in Schleswig-Holstein – Kreis Plön (PDF)

- Karte mit allen Koordinaten:
- OSM |
- WikiMap